# National Labor Relations Board
Le National Labor Relations Board (NLRB) est l'agence indépendante du gouvernement fédéral américain, chargée de veiller au bon respect du droit syndical, en particulier concernant la conduite les élections syndicales. Elle enquête sur les pratiques illégales dans le monde du travail.
Le NLRB est supposé indépendant, mais il est dirigé par cinq membres et un conseil général (General Counsel), tous désignés par le président américain, avec l'accord du Sénat.

## Histoire
Il fut fondé le 5 juillet 1935 pendant le New Deal par l'ordre exécutif 6763 de Franklin Delano Roosevelt, et remplace le National Labor Board mise en place en 1933.
Le NLRB a son siège à Washington DC ; il compte actuellement 30 bureaux régionaux aux États-Unis.
En 2008, il employait plus 1 600 employés. Son budget en 2020 est de 27 millions de dollars américains.
En mars 2025, le National Labor Relations Board (NLRB) est paralysé par le DOGE de l'Administration Trump (confié par Donald Trump à Elon Musk). Le DOGE a licencié trois des membres de son conseil d'administration, privant ainsi le NLRM du quorum nécessaire à la prise de décisions, ce qui fait évoquer un conflit d'intérêts. En effet, note Le Monde, « l'agence est, depuis des années, l'une des bêtes noires d'Elon Musk, qui a été jusqu'à, via SpaceX attaquer l'Agence comme étant inconstitutionnelle. En effet, elle a ouvert plusieurs enquêtes contre des entreprises lui appartenant, visant notamment des pratiques antisyndicales chez Tesla et SpaceX », et au même moment, le DOGE a aussi démantelé « le Consumer Financial Protection Bureau (CFPB), l'organisme de protection bancaire et financière des particuliers (…). L'agence, qui (…) s'est aussi beaucoup intéressée, ces dernières années, aux procédés employés par les grandes entreprises de la Silicon Valley, en ouvrant des enquêtes contre Meta, mais aussi contre Tesla. Le CFPB avait été saisi par des plaintes de consommateurs qui accusaient le constructeur de pratiques trompeuses dans son système de prêts pour l'achat de ses véhicules électriques ».